# Quedius paradisianus
Quedius paradisianus är en skalbaggsart som först beskrevs av Oswald Heer 1839.  Quedius paradisianus ingår i släktet Quedius, och familjen kortvingar. Arten har ej påträffats i Sverige.